# BookFi.net
BookFi.net (изначально bookfi.ru) — русскоязычный интернет-сайт, электронная библиотека, созданная магистрами СПбГУ в начале 2010 года. Основная цель проекта — создание наиболее полной библиотеки книг в рунете. Сайт являлся некоммерческим, но сейчас переадресовывает на покупку книги или чтение через приложение Литрес.

## История
Основной идеей разработчиков было создание удобного поискового сервиса по электронным книгам. К тому моменту, большинство сайтов в основном полагались на индексацию поисковыми ресурсами, не создавая собственного удобного поиска.
По словам разработчиков, сайт изначально был создан для друзей и знакомых, но вскоре целью проекта стало создание интернет-библиотеки, с интегрированным поиском, одновременным скачиванием и просмотром книг.
На момент марта 2010 года библиотека насчитывала около 400 тыс. книг, из которых примерно половина была в формате .fb2 и 21 тыс. авторов. В первое время в поисковой выдаче попадались книги, не имеющие отношения к тексту запроса.
К марту 2011 года количество книг в библиотеке приблизилось к отметке 1 млн, а число авторов составило 124 тыс. Также были внедрены функции онлайн-чтения, поиска по каталогу, поиска книг в файловом хранилище.
К апрелю 2013 года количество книг в библиотеке увеличилось вдвое и насчитывает порядка 2 млн 200 тыс. литературных изданий, а число авторов составило 250 тыс.
5 апреля 2013 года сайт был включён в Федеральный список экстремистских материалов и заблокирован рядом провайдеров.
10 апреля 2013 года сайт был исключён из Федерального списка экстремистских материалов и разблокирован провайдерами.
31 мая на сайте был обнаружен запрещённый текст Добровольского А. А. «Кто боится Русского Национал-Социализма», и Ленинский районный суд г. Кирова установил ограничение доступа к www.bookfi.org.
10 сентября 2013 года сайт был снова заблокирован провайдером Билайн и другими.

## Особенности сайта
- Любую книгу из поисковой выдачи можно бесплатно скачать.
- Можно самостоятельно добавлять книги
- Книги формата .fb2 можно просматривать онлайн